# Актюрк, Фейзулла
Фейзулла Актюрк (тур. Feyzullah Aktürk; род. 1999, Маниса) — турецкий борец, соревнующийся в вольном стиле. Выступает в весовой категории до 92 килограммов. Трёхкратный чемпион Европы, бронзовый призёр чемпионата мира 2023 года и чемпионата Европы 2025 года, серебряный призёр Средиземноморских игр 2022 года.

## Биография
Фейзулла Актюрк родился 1 января 1999 года.

## Карьера
В 2022 году турок завоевал золотую медаль в весовой категории до 92 кг на чемпионате Европы по борьбе в Будапеште. В финале Актюрк одержал победу со счётом 6:1 над Ахмедом Батаевым из Болгарии. Эта победа стала для Турции 100-й золотой медалью в истории чемпионатов Европы по борьбе.
На Средиземноморских играх 2022 года в Оране завоевал серебряную медаль в весовой категории до 97 кг.
Во второй раз стал чемпионом Европы по вольной борьбе на турнире 2023 года в Загребе. В финале победил Османа Нурмагомедова, выступающего за Азербайджан, со счетом 5:2. На чемпионате мира 2023 года в Белграде Фейзулла Актюрк завоевал бронзовую медаль. В поединке за третье место победил на последних секундах своего соперника из Грузии Мириана Майсурадзе со счётом 5:3.
Третью золотую медаль чемпионатов Европы Актюрк завоевал в 2024 году на турнире в Бухаресте. В финале поборол соперника из Словакии Бориса Макоева.
В апреле 2025 года на чемпионате Европы в Братиславе в весовой категории до 92 кг завоевал бронзовую медаль. В схватке за третье место одолел соперника из Болгарии Ахмеда Батаева.